# Convidecia
AD5-nCOV, obchodní název Convidecia, je jednodávková vektorová vakcína proti nemoci covid-19 vyvinutá společností CanSino Biologics. Fáze III klinických testů se v Argentině, Chile, Mexiku, Pákistánu, Rusku, a Saúdské Arábii zúčastnilo 40 000 lidí.
V únoru 2021 data z globálních klinických testů fáze III na základě 101 případů nakažení nemocí covid ukázala, že vakcína měla 65,7% účinnost při prevenci středně závažných příznaků a 91% účinnost při prevenci závažných onemocnění. Vakcína vykazuje podobnou účinnost jako vakcína Janssen, další jednorázová adenovirová vektorová vakcína s 66% účinností v globální studii. Convidecia je podobná jiným virovým vektorovým vakcínám jako AstraZeneca, Sputnik V a Janssen. Nutnost pouze jedné dávky a běžné skladování při teplotách v chladničce (2 ° až 8 °C) dělá z vakcíny nadějného kandidáta pro použití v mnoha zemích. V červenci začala vakcínu posuzovat Světová zdravotnická organizace pro zařazení na seznam vakcín pro nouzové použití.
Klinická studie fáze I publikovaná v týdeníku The Lancet ukázala, že dvě dávky vakcíny Convidecia ve formě nosního spreje vedly k neutralizační protilátkové odpovědi podobné jednodávkové injekci.
Convidecia a pákistánská verze s názvem Pakvac jsou schváleny pro použití v některých zemích v Asii, Evropě, a Latinské Americe. Výrobní kapacita pro Ad5-NCov by měla v roce 2021 dosáhnout 500 milionů dávek. Výroba bude probíhat v Číně. Konečné fáze výrobního procesu budou kromě Číny probíhat navíc i v Malajsii, Mexiku, a Pákistánu.

## Účinnost
V únoru 2021 data zveřejněná z prozatímní analýzy dat klinických testů fáze III s 30 000 účastníky a 101 případy covid ukázala, že celosvětově má vakcína 65,7% účinnost při prevenci středně závažných případů nemoci covid-19 a 90,98% účinnost při prevenci závažných případů. V pákistánské zkušební podskupině měla vakcína účinnost 74,8 % při prevenci symptomatických případů a 100 % při prevenci závažných onemocnění.
Zatímco míra účinnosti je nižší než u vakcín Pfizer–BioNTech a Moderna, nutnost pouze jedné dávky a běžné požadavky na skladování v chladničce (2 až 8 °C) z vakcíny činí výhodnou volbu pro mnoho zemí. Má podobnou účinnost jako vakcína Janssen, další jednorázová adenovirová vakcína, která v globální studii vykazovala účinnost 66 %.

## Farmakologie
Convidecia je virová vektorová vakcína podobná vakcínám AstraZeneca a Gam-COVID-Vac.

## Výroba
Vakcína Ad5-nCOV může být skladována v méně extrémních teplotních podmínkách ve srovnání s mRNA vakcínami.
V únoru Chen Wei, který vedl vývoj vakcíny, oznámil, že roční výrobní kapacita Ad5-NCov by mohla v roce 2021 dosáhnout 500 milionů dávek.
V únoru Mexiko obdrželo první várku účinných látek pro Convideciu, kterou Drugmex dokončuje v mexickém Querétaru.
V Malajsii by dokončování výrobního procesu obstarala společnost Solution Biologics.
V květnu Pákistán začal s dokončovacím procesem 3 milionů dávek měsíčně v Národním institutu pro zdraví. Pro domácí distribuci byla vakcína označena jako PakVac.
Pokud bude vakcína schválena v Rusku, společnost Petrovax uváděla, že je schopna na začátku produkovat 4 miliony dávek za měsíc a v roce 2021 dosáhnout 10 milionů dávek měsíčně. Společnost doufá, že do 3 let postaví závod na výrobu vakcíny Convidecia v Rusku.

## Historie

### Klinické testy

#### Fáze I-II
Na začátku roku 2020 vedl Chen Wei společný tým Ústavu biotechnologie, Akademie vojenských lékařských věd a CanSino Biologics při vývoji vakcíny AD5-nCOV. Podle čínských státních médií tým zaregistroval experimentální vakcínu proti nemoci covid-19 pro fázi I klinických testů v Číně dne 17. března 2020, aby došlo k otestování její bezpečnosti. Studie byla provedena na 108 zdravých dospělých ve věku 18 až 60 let ve dvou zdravotnických zařízeních ve Wuhanu v provincii Hubei.
V dubnu se vakcína Ad5-nCoV stala první kandidátní vakcínou proti nemoci covid-19 na světě, která zahájila fázi II zkoušek. Výsledky studie fáze II byly publikovány v týdeníku The Lancet v srpnu 2020 a popisovaly reakce neutralizačních protilátek a T lymfocytů na základě statistických analýz dat zahrnujících 508 způsobilých účastníků. V září Zeng Guang, hlavní vědec z Čínského centra pro kontrolu a prevenci nemocí, uvedl, že množství protilátek proti nemoci covid-19 u subjektů z fáze I studií zůstalo vysoké i šest měsíců po první aplikaci. Zeng řekl, že vysoké hladiny protilátek naznačují, že injekce mohou poskytnout imunitu na delší dobu, ačkoli bylo stále před finálními závěry třeba počkat na výsledky z fáze III. Dne 24. září zahájila společnost CanSino fázi IIb zkoušek na 481 účastnících s cílem vyhodnotit bezpečnost a imunogenicitu Ad5-nCoV pro děti ve věku 6–17 let a dospělé starší 56 let.
V srpnu vydala čínská Národní správa duševního vlastnictví společnosti CanSino první patent v zemi na vakcínu proti covidu-19.
Dne 16. května 2020 kanadský premiér Justin Trudeau oznámil, že organizace Health Canada schválila klinické testy fáze II, které má provést Kanadské centrum pro vakcinologii na vakcíně covid-19 vyrobené společností CanSino. Scott Halperin, ředitel Kanadského centra pro vakcinologii, řekl, že vakcína nebude jediná, která půjde do klinických studií v Kanadě, a žádná potenciální vakcína nebude dostupná veřejnosti, dokud nebude mít dokončenou fázi 3 klinických studií. Pokud by byly testy vakcín úspěšné, pak by Národní rada pro výzkum spolupracovala se společností CanSino na výrobě a distribuci vakcíny v Kanadě. V srpnu 2020 Národní rada pro výzkum zveřejnila, že vakcína nedostala povolení čínských celních orgánů k odeslání do Kanady, načež byla spolupráce mezi společností CanSino a Kanadským centrem pro vakcinologii ukončena.

#### Klinické testy vakcíny ve formě nosního spreje
V září 2020 zahájila společnost CanSino v Číně klinickou studii fáze I se 144 dospělými, aby určila bezpečnost a imunogenicitu při podávání vakcíny ve formě nosního spreje v porovnání s vakcínami proti nemoci covid-19, které vyžadují nitrosvalovou injekci. Dne 3. června 2021 schválila čínská Národní správa léčivých přípravků rozšíření klinických studií a verzi ve formě nosního spreje zařadila do seznamu vakcín pro nouzové použití.
V červenci 2021 výsledky publikované v týdeníku The Lancet ukázaly, že dvě dávky nosního spreje vedly k neutralizační protilátkové odpovědi podobné existující jednodávkové injekci a bylo doporučeno vyhodnotit účinnost a ekonomickou efektivitu nosní vakcíny ve studiích fáze II/III.

#### Fáze III
V srpnu 2020 Saúdská Arábie potvrdila, že ve městech Rijád, Dammám a Mekka zahájí fáze III klinických testů pro vakcínu Ad5-nCoV na 5 000 lidech.
V říjnu 2020 Mexiko zahájilo fázi III klinických testů na 15 000 dobrovolnících.
V září 2020 Rusko zahájilo fázi III klinických testů na 500 dobrovolnících, pro které společnost Petrovax později obdržela souhlas vlády s rozšířením kapacity o 8 000 dalších dobrovolníků.
V září 2020 Pákistán zahájil fázi III klinických testů na 40 000 dobrovolnících jako součást globální multicentrické studie. K prosinci se testů Ad5-nCoV zúčastnilo asi 13 000 dobrovolníků.
V listopadu 2020 Chile zahájila fázi III klinických testů na 5 200 dobrovolnících, které bude řídit University of La Frontera.
V prosinci 2020 zahájila argentinská Fundación Huésped fázi III klinických testů v 11 zdravotních střediscích v metropolitní oblasti Buenos Aires a Mar del Plata.

#### Klinické testy kombinací s jinými vakcínami a léky
V dubnu 2021 byla v Jiangsu zaregistrována nová klinická studie zahrnující jednu dávku Convidecia následovanou dávkou ZF2001 o 28 nebo 56 dní později za použití různých forem podání jako způsob dalšího zvýšení celkové účinnosti.
V červenci 2021 společnost Cansino uvedla, že zahájí kombinované studie s dávkou Sputniku V následovanou dávkou Convidecia. To by řešilo nedostatek dodávek vakcíny Sputnik V. Objevily se totiž problémy s distribucí druhé dávky v dostatečném množství.

### Povolení
Dne 25. června 2020 Čína schválila omezené použití vakcíny pro armádu. V únoru 2021 Čína schválila vakcínu pro všeobecné použití.
V únoru 2021 Mexiko schválilo vakcínu pro nouzové použití.
V únoru 2021 Pákistán schválil vakcínu pro nouzové použití.
V březnu Maďarsko schválilo vakcínu pro nouzové použití.
V březnu Moldavsko povolilo použití vakcíny.
Dne 15. června 2021 vydala malajská Národní farmaceutická regulační agentura podmíněnou registraci pro nouzové použití vakcíny.
Dne 7. září 2021 vydala Národní agentura pro kontrolu léčiv a potravin povolení k nouzovému použití v Indonésii.

## Ekonomika

### Amerika

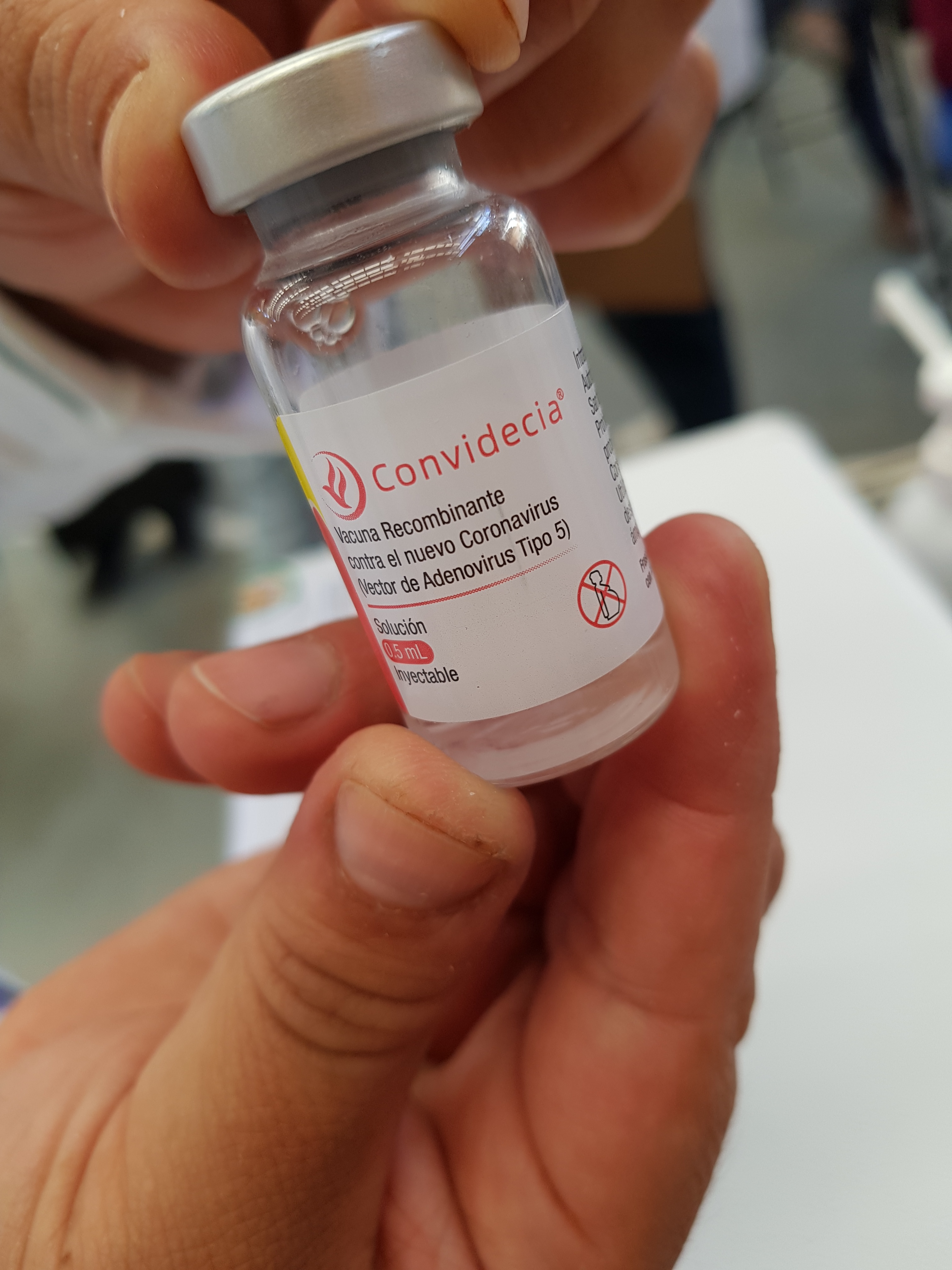

V prosinci 2020 mexický ministr zahraničí Marcelo Ebrard podepsal smlouvu na 35 milionů dávek. Mexiko obdrželo účinné látky pro 2 miliony dávek, přičemž v únoru se očekávalo, že dorazí celkem 6 milionů dávek.
V červnu 2021 Argentina schválila nouzové použití vakcíny a objednala 5,4 milionu dávek.
V říjnu 2021 podepsala brazilská společnost Bionn SA dohodu o distribuci vakcíny v Brazílii, která zahrnovala výrobu vakcíny na domácím trhu.
V březnu 2021 podepsalo Chile smlouvu na dodání 1,8 milionu dávek od května do června. V dubnu bylo pro tyto dávky uděleno schválení pro nouzové použití.
V červnu 2021 schválil Ekvádor nouzové použití vakcíny a objednal 6 milionů dávek k dodání mezi červnem a srpnem 2021.

### Asie
V říjnu 2020 Indonésie dosáhla dohody se společností CanSino o dodání 100 000 dávek v listopadu 2020 s očekáváním, že v roce 2021 bude dodáno dalších 15 až 20 milionů dávek.
V únoru 2021 malajská společnost Solution Biologics souhlasila s dodáním 3,5 milionu dávek Convidecia vládě. Dávky měly být dodávány počínaje dubnem s 500 000 kompletními dávkami, přičemž zbytek měla dokončit společnost Solution Biologics.
V únoru 2021 Pákistán zakoupil 20 milionů dávek vakcíny z nichž první 3 miliony dávek měly dorazit v květnu.
V červnu 2021 malajský koordinační ministr pro imunizaci proti nemoci covid-19 Khairy Jamaluddin potvrdil, že uprchlické komunity v Malajsii obdrží vakcínu; s první zásilkou, která má dorazit koncem července. Do 19. září 2021 dostalo v Malajsii vakcínu Convidecia více než 70 000 lidí. Pracovní skupina pro imunizaci proti nemoci covid-19 upřednostnila jednorázovou vakcínu pro komunity žijící v odlehlých oblastech včetně Orang Asli a také pro bezdomovce a jednotlivce bez dokladů. Hlavní státy, kde má být podána vakcína CanSino jsou Sabah, Johor, Kedah, Kelantan, Perak, Sabah a Terengganu.